# 桝太一
桝 太一（ます たいち、1981年〈昭和56年〉9月4日 - ）は、日本の研究者、フリーアナウンサー、総合司会者、タレント。同志社大学ハリス理化学研究所専任研究所員、助教。ソニー・ミュージックアーティスツ所属。 元日本テレビアナウンサー。

## 来歴
千葉県千葉市若葉区出身。千葉市立小倉小学校、麻布中学校・高等学校、東京大学農学部水圏環境科学専修卒業。東京大学大学院農学生命科学研究科生圏システム学専攻修士課程修了。

### 学生時代
当初は文系だったが、大の生物好きで、中学時代は生物部・チョウ班に所属。
将来昆虫学者になりたいと思い、高校3年の時に理系に転向した。
大学ではアナゴの研究（頭骨内の耳石が対象）、大学院時代はアサリの研究（シマ模様からそのアサリの誕生日を調べる等）をしていた。

### 日本テレビに入社
2006年、アナウンサーとして入社。同期入社に青木源太（2020年退社後、フリーに転身）、葉山エレーヌ（2018年に他部署へ異動）、松尾英里子（2012年退職後、フリーに転身）がいる。自然現象を相手としたレポーターを志望していたが、プロレス班に配属された。2008年4月27日、プロレスリング・ノア日本武道館大会で実況デビューを飾った。
2010年4月3日より『ズームイン!!サタデー』のスポーツコーナーを担当したのち、1年後の2011年、平日朝の情報番組『ZIP!』の初代総合司会に就任。『ZIP!』の総合司会と同時に『全国高等学校クイズ選手権』（高校生クイズ）の4代目総合司会も担当するようになった。同年2月25日に、一般女性と結婚したことを日本テレビが発表した。桝は結婚時期などは明らかにしていない。
同年7月16日公開の映画『コクリコ坂から』にて生徒役として声優デビューを果たし、さらに翌年には『ALWAYS 三丁目の夕日'64』で俳優デビューも果たした。
2012年9月から『快脳!マジかるハテナ』の司会として初のゴールデン番組の司会を担当した。
2013年2月2日・3日はNHKと日本テレビが共同制作した『60番勝負』の日本テレビ側司会として出演、その告知として2月1日のNHK総合テレビ『あさイチ』にも出演し、これがNHKへの初出演となった。
同年の『24時間テレビ 「愛は地球を救う」』の総合司会を担当した。
2019年夏、後輩の水卜麻美と共に、昇格。退職までの3年間、主任（課長職）としてテレビ出演がない時は主に、新人含む後輩男性アナの教育、育成を務めた。
オリコン調査による「好きな男性アナウンサーランキング」で2011年から5年間、1位に選ばれ「殿堂入り」した。
2021年、4月改編に伴い、番組開始当初から総合司会を務めてきた『ZIP!』を卒業。福澤朗の後任として『真相報道 バンキシャ!』の総合司会に就任。
2022年1月23日、『真相報道 バンキシャ!』内で「科学の伝え方」（サイエンスコミュニケーション）の研究・実践のため同年3月31日を以って日本テレビを退職し、同志社大学ハリス理化学研究所助教に転職する事を発表した。なお、『真相報道 バンキシャ!』の総合司会、および『ザ!鉄腕!DASH!!』の企画「DASH海岸」への出演は退職後も継続するとしている。
同年3月31日、日本テレビ退社。

### フリーアナウンサー・研究者として
2022年4月1日より、東京在住のまま同志社大学ハリス理化学研究所の助教となった。同時に学外での活動におけるマネジメントとして、日本テレビの先輩に当たる徳光和夫が所属するソニー・ミュージックアーティスツと業務提携し、フリーアナウンサー、タレント、総合司会者として始動した。
2023年5月現在、YouTubeの同志社大学ハリス理化学研究所チャンネルで、研究室訪問企画である『研究室への扉』をプロデュースしている。

## 人物

### 趣味・特技・嗜好
- 「趣味がコンビニ通い」で毎日のようにコンビニに通っている[19]。過去に仙台に泊まりがけで出張した際、「東北地方のコンビニ事情を知りたい」という理由で仙台名物の牛タン焼きを一度も食べずに毎日コンビニ弁当を食べたエピソードが存在する[20]。
- プロ野球は大の広島東洋カープファンである[21]。2011年10月20日にMAZDA Zoom-Zoom スタジアム広島で始球式を行った。夢の始球式に感極まり、子供の頃に憧れていた山内泰幸（当時・1軍投手コーチ）の投球フォームを採用。ワンバウンドで空振を誘った[22]。その試合前のインタビューで、子どもの頃に津田恒美のファンになり日記に津田のことばかり書いてそれ以来広島ファンになったことを明かした[23]。他には2010年（第30回）の高校生クイズの代理司会で、中国大会のオープニングにカープのユニフォームを着て登場した[24]。
- テレビゲームのマニアであり、自宅にはテレビゲーム2台を置いた専用の部屋がある。仕事のない日は1日中入り浸っていて、これに関しては妻にも邪魔をさせないという[25]。

### 免許・資格
普通自動車運転免許、スキューバダイビングライセンス、潜水士の資格を持ち、200本以上の潜水経験を誇る。

### 家族
「恐妻家」であるといわれることが多々あり、ゲストで出演している『笑点』の「アナウンサー大喜利」等のバラエティ番組で他の出演者から度々ネタにされている。『行列のできる法律相談所』でゲスト出演した時の桝の話では、「桝の生放送をチェックして番組終了後、妻が駄目出しのメールが毎日送られることに怯えている」「桝が皿を洗っても妻は何にも言わない」と発言している。他には日テレの秋の特別番組で、解答者の桝がフリップに白紙で出したのを見た妻が「テレビの人間として白紙を出すということはどういうこと? 職場放棄としか思えない」と厳しく怒られたエピソードもある。

## エピソード
- 桝が東大を志望した動機は、塾で密かに好きだった女性の東大受験予定を知ったことだった。しかし桝は現役で東大に合格したが、その女性は別の大学に入学したため、一緒にはならなかった[30]。麻布学園在学中の一年後輩に日比谷線脱線事故で犠牲になったアマチュアボクサーがいる。
- 大学時代は髪を金髪に染めていた[31]。
- 本人は酒癖が悪いことを認めている。澤穂希と相当絡んだだけでなく、澤が桝を送ったり[29]、他にも日テレのアナウンサーの飲み会で、酔っぱらうと先輩の上重聡にキスを迫ってくる等のエピソードがある。本人は「女性では問題になるので男性アナにせがんでいる」とコメントしている[32]。
- 理系の大学院まで行ったのにもかかわらず、博士課程へ行かずにアナウンサーになった理由として、「大学院にはすごい人たちがたくさんいて、自分は研究者としては一流になれないと悟った。理系の知識は持っているので、難しい科学などの話をわかりやすく伝える懸け橋にはなれるのではないか」などと考えたからだと述べている[33]。なお、当初はテレビ番組のディレクターを希望しており[注 2]、その試験の前にアナウンサーの採用試験が行われていたことから、「少しでも放送業界のことがわかれば」という思いで同試験にエントリーし、採用されたことを明らかにしている[33][34]。
- 今でこそ好感度の高い桝であるが、新人アナウンサー時代はかなりとがっており、「この研修は意味ないと思います」と先輩に対してもふてぶてしい態度をとるなどしていたため、周囲から問題児扱いされていた。ある日、その様子を見かねた先輩の藤井貴彦に注意されたが、「僕は僕で考えがあったんですよ」と反発。温厚な藤井が「もう、お前には何も言わない」と突き放すと、桝は自身の取った行動を猛省し、翌日謝罪。すると桝は、藤井に怒られるどころか「お前が素直に謝ってくれたのが嬉しい」と慰められ、涙したという[35]。
- 日本テレビ以外の番組では、TBS『日立 世界・ふしぎ発見!』とNHK総合『ダーウィンが来た!』に出演したい希望を持っていた[36]。このうち後者については、『ザ!鉄腕!DASH!!』と『ダーウィンが来た!』の両番組のチーフディレクターを呼んでコラボレーションを自ら企画[37]、2023年3月に行われたテレビ放送開始70周年記念企画「NHK×日テレ コラボウィーク」において両番組のコラボレーション企画を実現させ、『ダーウィンが来た!』への出演が実現した[34][38]。
- 他局のアナウンサーでは、TBSアナウンサーの安住紳一郎を高く評価しており、安住が総合司会を務める『新・情報7daysニュースキャスター』において、ビートたけしのボケや毒舌に対し「（フリーアナウンサーではなく）会社員という立場を守ったままで、ギリギリのところまでうまく」たけしをコントロールしているところや、安住自身の「絶妙な毒舌加減」のある話術を絶賛している[39]。
- 2020年1月27日放送の『ZIP!』で、フジテレビの一次試験に落ちたことを明かした。
- アナウンサーから研究者への転身にあたり、『ザ!鉄腕!DASH』で共演するTOKIOの城島茂や、海洋環境専門家の木村尚に相談したことを明かしている。2020年7月にTOKIOが「株式会社TOKIO」を設立し、2021年4月に城島が同社の社長に就いたことが「新しい挑戦」として桝の転職を後押しした。桝は城島に「自分のルーツと仕事を両立して、ルーツを大事にしながら社会貢献できることはリーダー（城島）から学んだ」と感謝を示している[40]。

## 元同期
- 青木源太（退社後、レプロエンタテインメント所属フリーアナウンサー、YouTuber）
- 葉山エレーヌ（現：総務局 ファシリティ推進部勤務）
- 松尾英里子（退社後、三桂所属フリーアナウンサー、青山和弘夫人）

## 出演番組・作品
太字は、出演中

### テレビ
- 真相報道 バンキシャ!（2021年4月4日 - ） - 総合司会（2代目）[41]
- ザ!鉄腕!DASH!!（2012年 - ）-「DASH海岸」のコーナーに不定期出演[41]。
- 翔べ!日テレ☆アナちゃん（日テレプラス）
- デイリープラネット（日テレNEWS24）
  - 金曜の「デイプラMONO事業部・MONO研究室」研究員として出演。
  - スポーツコーナー（2006年9月19日、火曜日担当：2006年10月3日 - 2007年9月25日）
- プロレスリング・ノア中継
- 24時間テレビ 「愛は地球を救う」
  - 日産銀座ギャラリー司会（2006年8月26日）
  - 佐々木健介・北斗晶ファミリー・チャリティーマラソンを小熊美香と実況（2012年8月25日・26日）
  - 総合司会（2013年8月24日・25日）
- スッキリ!!（2007年6月22日 - 7月）- 金曜の「とことんスッキリ!!調べ隊」調査員として出演[注 3]。
- NNNストレイトニュース（2007年10月1日 - 2010年3月26日）- 平日・土曜キャスターの山下美穂子の代打
- イブニングプレス donna[41]
- 笑点 -「アナウンサー大喜利」に不定期出演。
- 所さんの目がテン! - 不定期に持ち込み企画のプレゼンターとして出演。
- DON! - アシスタント
  - 月曜担当（2010年3月29日 - 9月27日）
  - 月・火曜担当（2010年10月4日 - 2011年3月22日）[41]
- ズームイン!!サタデー（2010年4月3日 - 2011年3月26日）- スポーツコーナー担当[41]。
- ズームイン!!SUPER（2010年8月30日・31日） - メインキャスターである羽鳥慎一の夏休み中の代打
- うわっ!ダマされた大賞 - 仕掛人として。
- 嵐にしやがれ - セットゲストがいない回の「ザ・セット回転しやがれ」進行役
- ZIP! （2011年4月1日 - 2021年3月26日 ）[注 4]- 初代総合司会[41]
- TOKYOヒットガール（2011年10月14日 - 2012年9月28日）- 進行
- 欽ちゃん&香取慎吾の第88回全日本仮装大賞（2012年5月5日）- 審査員
- ガチガセ（2012年6月1日・7月13日）
- 笑ってコラえて見納めローマ支局総力取材!歌に生き…恋に生き…2時間SP（2012年10月24日）- ゲスト
- 東京エトワール音楽院（2012年10月5日 - 2013年9月27日）- 副学院長
- 60番勝負（2013年2月2日・テレビ放送開始60年記念番組）
- 快脳!マジかるハテナ（2012年10月25日 - 2013年8月15日）- 司会（マジかるオペレーター）
- Nippon Pride
- テレビ放送開始65周年 NHK×日テレ コラボデー（2018年9月22日・テレビ放送開始65年記念番組）
- 超問クイズ! 真実か?ウソか?
  - プレゼンター（2016年5月 - 2018年8月）
  - アシスタント（2018年8月 - 2019年9月）
- 民放同時放送 一緒にやろう2020 大発表スペシャル（2020年1月24日）
- 衝撃のアノ人に会ってみた!（2015年11月15日 - 2020年3月）- 進行役
- 全国高等学校クイズ選手権
  - 南九州大会・中国大会司会（2010年）
  - 総合司会（2011年 - 2020年）
- I LOVE みんなのどうぶつ園（2020年10月3日 - 2022年3月27日）[42]- 進行[41]
- シューイチ（2021年4月4日）- ゲスト出演
- ヒルナンデス!（2021年6月17日・10月7日）- ｢ファッションセンスランキング男性アナウンサーSP」[注 5]
- news every.年末年始版（2022年1月3日）- メインキャスター
- 解禁コネコネクラブ（レギュラー放送、パイロット版で不定期放送）- 進行
- 世界一受けたい授業（2022年6月4日）

テレビドラマ
- 特別ドキュメンタリードラマ・3.11 その日、石巻で何が起きたのか〜6枚の壁新聞（2012年3月6日）- 熊谷利勝 役
- 家政婦のミタ - 本人役（ドラマ上に出る『ZIP!』の司会者として登場）
- 地獄先生ぬ〜べ〜・第2話（2014年10月18日）- 壁男 役
- 金田一少年の事件簿N (neo)・第1話（2014年7月19日）- 不動高校科学科教師役
- 天才バカボン（日本テレビ）
  - 天才バカボン2（2017年1月6日）- ミカン神経衰弱実況
  - 天才バカボン3〜愛と青春のバカ田大学（2018年5月4日）- バカボンの担任の先生

テレビアニメ
- DEATH NOTE - アナウンサー 役
- ナナマル サンバツ（2017年7月 - 9月）- クイズマスターとして出演。

### 他局での出演

#### テレビ
- 60番勝負（2013年2月2日・3日未明 NHKと日本テレビによる生放送バラエティ番組）- MC
- テレビ放送開始65周年 NHK×日テレ コラボデー（2018年9月22日 - 23日 NHKと日本テレビによる放送）- MC
- 一緒にやろう2020 大発表スペシャル（2020年1月24日、民放5系列による2020年東京オリンピック共同企画。民放114局生放送）- MC
- アニマルドック (2023年5月4日・2024年5月1日 NHK総合テレビ) - MC

#### ラジオ
- 三代目 J SOUL BROTHERS 山下健二郎のZERO BASE（ニッポン放送、2019年8月30日・9月6日）- ゲスト出演[43]
- 徳光和夫 とくモリ!歌謡サタデー（ニッポン放送、2022年4月23日）- ゲスト出演[44]

### 映画
- 映画 ST 赤と白の捜査ファイル（2015年）- 本人 役、映画上に出る 『ZIP!』の司会者として登場
- ヒロイン失格（2015年）- 登場人物の恋の実況中継を行う[45]

### 劇場アニメ
- ルパン三世VS名探偵コナン THE MOVIE（2013年）- アナウンサー役（声の出演）
- コクリコ坂から（2011年）- 討論会で演説する男子高校生 役（声の出演[注 6]）
- おおかみこどもの雨と雪（2012年）- ラジオ・アナウンサー 役（声の出演）
- バケモノの子（2015年）- アナウンサー 役[46]（声の出演）
- 竜とそばかすの姫（2021年）- アナウンサー（コンサートシーン） 役（声の出演）[47]

### 吹き替え
- ホーム・アローン3（2019年、日本テレビ版）- ジャック・プルイット〈ケヴィン・キルナー〉 役[48]

### ミュージックビデオ
- ダイスケ「スケッチブック」（2013年）

## 著書
- 理系アナ桝太一の生物部な毎日（2014年7月19日、岩波書店）ISBN 978-4005007806
- なぜ私たちは理系を選んだのか（2021年5月28日、岩波書店）ISBN 978-4000272353
- 桝太一が聞く科学の伝え方（2022年5月7日、東京化学同人）ISBN 978-4807920365